# Alves (sobrenome)

Brasão de armas da família Alves

Alves é um sobrenome ou apelido de família de origem portuguesa e espanhola. O sobrenome é uma abreviação de Áves Alves Aves, que por sua vez é patronímico de Álvares (significando "filho de Álvaro"). Sendo assim, estima-se que há diversos grupos familiares sem comunidade que levam o sobrenome.
O sobrenome é uma abreviação de Álvares, que por sua vez deriva-se da expressão "filho de Álvaro". Em virtude dessa origem, é provável que não tenha surgido de um único grupo familiar.
No Brasil, a família Alves estabeleceu-se inicialmente em Minas Gerais, São Paulo, Pará e Rio de Janeiro. Em Minas Gerais, destaca-se a figura de Tomás Alves, nascido por volta de 1818, e de Braz Alves Antunes. Os Alves de Minas Gerais tiveram grande presença no cenário político, e entre seus membros incluem deputados, ministros e senadores, entre outros.
Em nossa base de dados o grupo familiar que mais se destaca é o que descende de João Alves de Souza, vulgo Cara Suja, nascido por volta de 1760. A história de sua família confunde-se com a história das chamadas "Fazenda de Cima dos Alves" e "Fazenda de Baixo dos Alves", localizadas no município de Jaboticatubas e que são citadas no livro "História de Jaboticatubas", de autoria de Leonidas Marques Afonso.

## Brasão de armas
Uma família Alves (Álvares) usa: "Cortado, o primeiro de vermelho, com uma águia estendida de prata de duas cabeças, coroadas de ouro; partido de azul, com uma cruz de ouro cantonada de quatro memórias do mesmo; o segundo de azul, com três faixas ondadas de prata. Timbre: uma águia estendida e coroada de prata".